# السور (يريم)

تعديل مصدري - تعديل

السور محلة تابعة لقرية قرية خودان، التابعة لعزلة خودان بمديرية يريم إحدى مديريات محافظة إب في الجمهورية اليمنية.، بلغ تعداد سكانها 63 حسب تعداد اليمن لعام 2004.